# Go Away (песня The Cars)
Go Away (с англ. — «Уходи») — песня американской рок-группы The Cars, десятый трек из альбома Door to Door.

## О песне
Песня была написана вокалистом, ритм-гитаристом и автором песен Риком Окасеком в соавторстве с клавишником Грегом Хоуксом. Это последняя выпущенная песня The Cars, написанная Окасеком в соавторстве с Хоуксом. Они же выступили и продюсерами песни. Ведущий вокал исполняет басист и вокалист Бенджамин Орр.
Критик AllMusic Майк ДеГагн в отрицательном обзоре Door to Door сказал: «В альбоме отсутствует обычная для The Cars химия, состоящая из чёткого вокала Окасека и оживлённой гитарной работы Эллиота Истона, наполненной хуками. Вместо этого такие песни, как „Go Away“ и „Double Trouble“, уступают мрачному инструментированию и некачественным рок-формулам».
Георгий Старостин, российский лингвист, считает Go Away лучшей песней в альбоме Door to Door, сказав в обзоре, "защищающем" альбом:"Своими более быстрыми и оптимистичными номерами они также пытаются создать атмосферу одиночества и меланхолии. "Go Away" могла бы использовать ещё несколько интересных идей в области инструментовки, но даже в её нынешнем состоянии я легко могу рассматривать её как второстепенную изюминку в альбоме Roxy Music Avalon — довольно романтическая баллада, в которой достаточно отчаяния и броскости, чтобы слушатель был если не заинтригован, то по крайней мере, слегка доволен. Синтезаторы и прочее также не заглушают простую, но эффективную звонкую гитарную линию, и именно гитара в этой песне играет роль "мяса и картошки", а это значит, что в ней присутствует приличная инструментальная мелодия".

## Участники записи
- Рик Окасек — гитара, бэк-вокал
- Бенджамин Орр — вокал, бас-гитара
- Грег Хоукс — бэк-вокал, клавишные
- Эллиот Истон — бэк-вокал, соло-гитара
- Дэвид Робинсон — бэк-вокал, ударные